# 路易三世 (西法兰克)
路易三世（法語：Louis III，863年11月1日—882年8月5日）是西法兰克王国加洛林王朝国王路易二世与王后勃艮第的安斯加爾德的长子，879年其父王死后与弟弟卡洛曼二世一同共治，直到路易三世先于卡洛曼二世去世。

## 生平

### 早年与继位

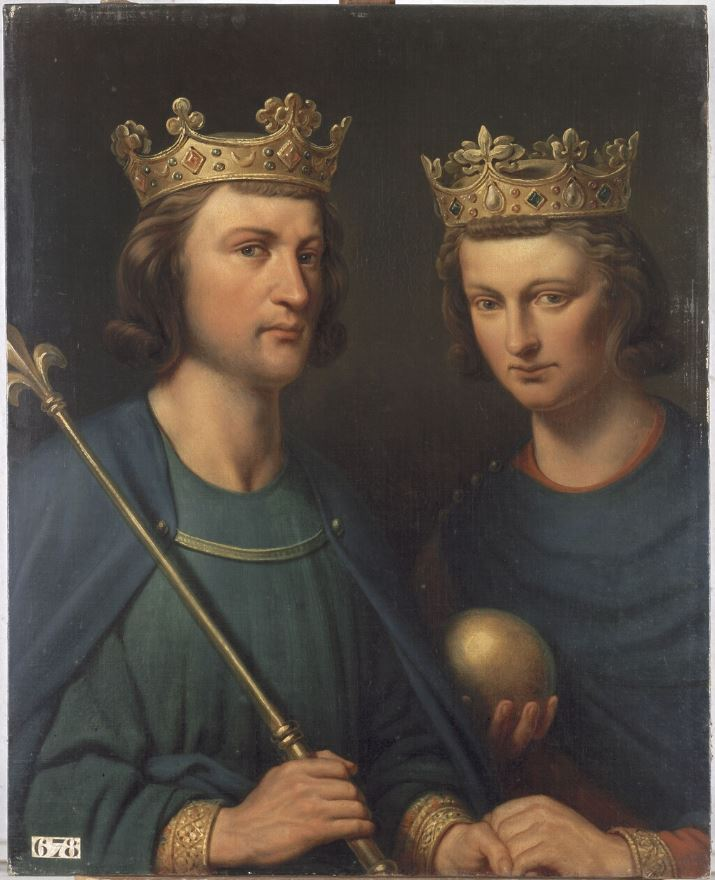
路易三世（左）与卡洛曼二世（右）

路易三世生于863年11月1日，他和弟弟卡洛曼二世都是查理大帝的第四代直系子孙，他们的家庭教师是查隆和马孔伯爵、父王路易二世的私人顾问——维吉的狄奥多里克。
当879年4月10日其父王路易二世驾崩后，一些贵族如巴黎主教约瑟林和科隆大主教于格等提议只推举一个国王（即居长的路易三世），但最后，先王的两个儿子 路易和卡洛曼都被选为国王，是为路易三世和卡洛曼二世，二王共治。当年的9月两人同时在費里埃斯修道院由桑斯大主教加冕，正式称号均为“法兰克人的国王”。

### 戎马生涯

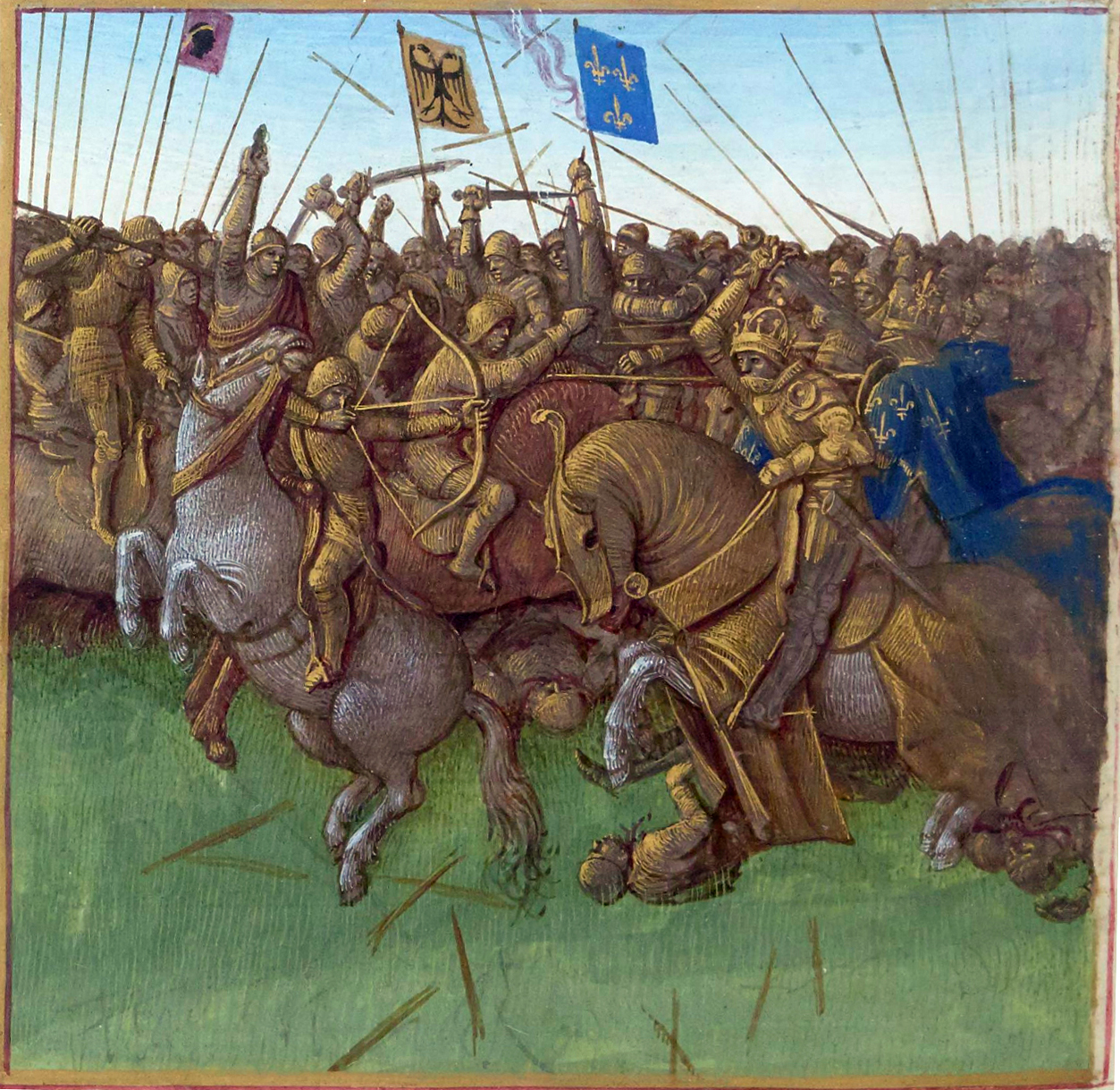
15世纪画家让·富凯的绘画，描绘了879年路易三世与卡洛曼二世在维埃纳附近大胜维京人的情景，法国国家图书馆藏

兄弟俩刚继位便面临着强大的外敌——维京人（即北欧海盗），他们的父王就是在准备征讨维京人的途中去世的。尽管如此，兄弟俩还是于879年11月30日在维埃纳附近大胜维京人，暂时遏制了维京人的进犯。
为了维持国内和平和更好地对付维京人，兄弟俩被迫与他们的叔父、东法兰克的萨克森国王路易二世进行谈判，以使他在两人与波索公爵的斗争中保持中立。波索公爵拒绝对两兄弟效忠，而且他已经被选为普罗旺斯国王，这严重威胁到了兄弟俩尤其是名义上掌管普罗旺斯的卡洛曼二世的统治。于是，双方于880年初在恩河畔的利贝蒙签订《利贝蒙条约》，该条约将《梅尔森条约》中划分给西法兰克的洛林的土地割让给东法兰克，以换取东法兰克的中立，兄弟俩得以腾出手来对付波索。

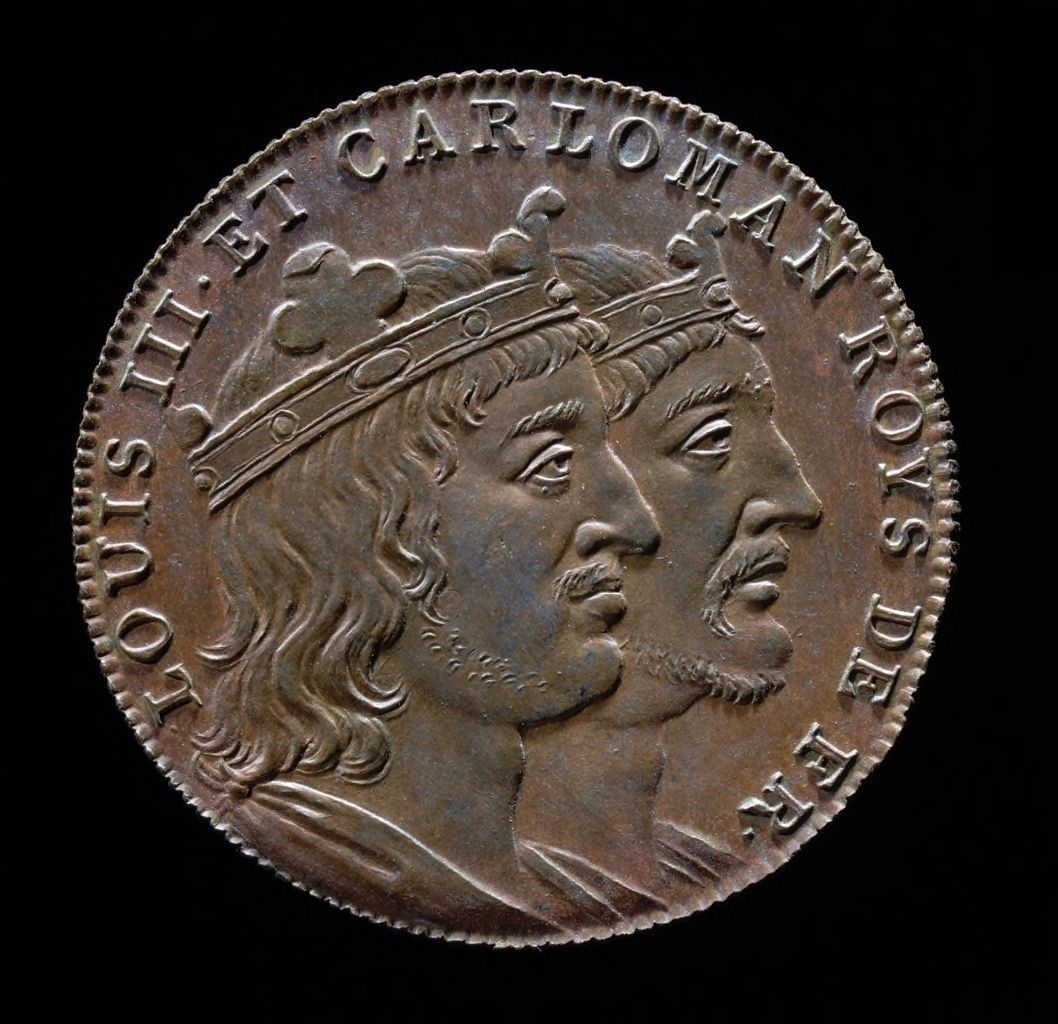
刻有路易三世（后）与卡洛曼二世（前）头像的流通货币

虽然选举两个国王的合理性存在争议，但兄弟二人都获得了贵族的承认，并于880年3月在亚眠将他们父王的领土分为两份，路易三世由于居长，获得西法兰克的北部（即纽斯特里亚）和整个西法兰克最高统治者的地位，而名义上仍然是兄弟俩共同治理西法兰克。老王驾崩，老王的儿子们瓜分土地，也是法兰克人的传统。
在880年的夏天，加冕不久的兄弟俩共同出兵征讨波索，攻克马孔和波索的北部领地。他们还与他们的叔父、法兰克帝国皇帝（常等同于神圣罗马皇帝）兼东法兰克（后来的德意志或德国）国王胖子查理联合起来，但在围攻维埃纳时遇到了挫折，从当年的8月到11月都未能攻克，只得退兵。直到后来，在882年的夏天，维埃纳才被奥顿伯爵查理攻克。
881年8月3日，路易三世在索庫爾安維穆戰役中取得了对维京海盗的决定性胜利，斩杀约8000维京人，基本遏制了维京人对西法兰克国土的骚扰。一首古高地德语的短诗《路德维希之歌》 描述了路易三世的这一胜利。

### 意外駕崩

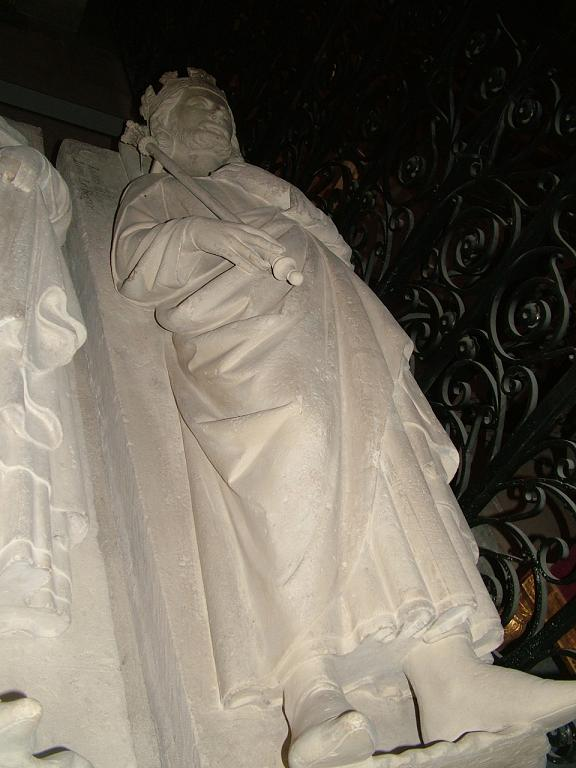
巴黎近郊圣但尼教堂的路易三世墓

882年8月5日，路易三世在圣但尼驾崩，年仅18岁。
路易三世的死非常意外，据说是死于一次“爱情的冒险”。去世那天，他於街上騎馬時看到一名年齡相近的美女，正想拍馬追近時腦袋重重地撞在在一扇门梁上，當場撞碎头盖骨斃命，葬于圣但尼教堂。

## 遗产
路易三世生前未结婚，所以也没有子嗣，而他的幼弟查理（即后来的西法兰克国王查理三世）年龄又太小，所以他的大弟和共治者卡洛曼二世便成为西法兰克（法国）唯一的国王。然而，卡洛曼二世的统治也未持久，他过了两年也去世了。最后，西法兰克的王位归于他们的叔父、法兰克帝国皇帝兼东法兰克国王胖子查理。
路易三世把洛林割让给他的叔父、萨克森国王路易三世，成为洛林王国（或称罗泰凌吉亚），而萨克森的路易二世是属于加洛林王朝的东法兰克（后成为德国）支系的，从此德、法两国为了洛林展开了长期争夺，洛林也成为两国争夺欧陆霸权的主要战场。

## 祖先和家庭
| 查理二世（823年—877年） 西法兰克国王 (840年 - 877年在位） 法兰克皇帝（875年—877年在位） | 查理二世（823年—877年） 西法兰克国王 (840年 - 877年在位） 法兰克皇帝（875年—877年在位） | 查理二世（823年—877年） 西法兰克国王 (840年 - 877年在位） 法兰克皇帝（875年—877年在位） | 查理二世（823年—877年） 西法兰克国王 (840年 - 877年在位） 法兰克皇帝（875年—877年在位） | 查理二世（823年—877年） 西法兰克国王 (840年 - 877年在位） 法兰克皇帝（875年—877年在位） | 查理二世（823年—877年） 西法兰克国王 (840年 - 877年在位） 法兰克皇帝（875年—877年在位） |                                                         |                                                         | 奥尔良的厄门特鲁德 （825年—869年）                      | 奥尔良的厄门特鲁德 （825年—869年）                      | 奥尔良的厄门特鲁德 （825年—869年） | 奥尔良的厄门特鲁德 （825年—869年） | 奥尔良的厄门特鲁德 （825年—869年） | 奥尔良的厄门特鲁德 （825年—869年） |  |  | 勃艮第伯爵哈德瓦恩 | 勃艮第伯爵哈德瓦恩 | 勃艮第伯爵哈德瓦恩 | 勃艮第伯爵哈德瓦恩 | 勃艮第伯爵哈德瓦恩                 | 勃艮第伯爵哈德瓦恩                 |                                    |                                    | 外祖母（未知）                     | 外祖母（未知）                     | 外祖母（未知） | 外祖母（未知） | 外祖母（未知） | 外祖母（未知） |  |  |
| 查理二世（823年—877年） 西法兰克国王 (840年 - 877年在位） 法兰克皇帝（875年—877年在位） | 查理二世（823年—877年） 西法兰克国王 (840年 - 877年在位） 法兰克皇帝（875年—877年在位） | 查理二世（823年—877年） 西法兰克国王 (840年 - 877年在位） 法兰克皇帝（875年—877年在位） | 查理二世（823年—877年） 西法兰克国王 (840年 - 877年在位） 法兰克皇帝（875年—877年在位） | 查理二世（823年—877年） 西法兰克国王 (840年 - 877年在位） 法兰克皇帝（875年—877年在位） | 查理二世（823年—877年） 西法兰克国王 (840年 - 877年在位） 法兰克皇帝（875年—877年在位） |                                                         |                                                         | 奥尔良的厄门特鲁德 （825年—869年）                      | 奥尔良的厄门特鲁德 （825年—869年）                      | 奥尔良的厄门特鲁德 （825年—869年） | 奥尔良的厄门特鲁德 （825年—869年） | 奥尔良的厄门特鲁德 （825年—869年） | 奥尔良的厄门特鲁德 （825年—869年） |  |  | 勃艮第伯爵哈德瓦恩 | 勃艮第伯爵哈德瓦恩 | 勃艮第伯爵哈德瓦恩 | 勃艮第伯爵哈德瓦恩 | 勃艮第伯爵哈德瓦恩                 | 勃艮第伯爵哈德瓦恩                 |                                    |                                    | 外祖母（未知）                     | 外祖母（未知）                     | 外祖母（未知） | 外祖母（未知） | 外祖母（未知） | 外祖母（未知） |  |  |
|                                                                                         |                                                                                         |                                                                                         |                                                                                         |                                                                                         |                                                                                         |                                                         |                                                         |                                                         |                                                         |                                    |                                    |                                    |                                    |  |  |                    |                    |                    |                    |                                    |                                    |                                    |                                    |                                    |                                    |                |                |                |                |  |  |
|                                                                                         |                                                                                         |                                                                                         |                                                                                         | 路易二世（846年—879年） 西法兰克国王（877年—879年在位）                                 | 路易二世（846年—879年） 西法兰克国王（877年—879年在位）                                 | 路易二世（846年—879年） 西法兰克国王（877年—879年在位） | 路易二世（846年—879年） 西法兰克国王（877年—879年在位） | 路易二世（846年—879年） 西法兰克国王（877年—879年在位） | 路易二世（846年—879年） 西法兰克国王（877年—879年在位） |                                    |                                    |                                    |                                    |  |  |                    |                    |                    |                    | 勃艮第的安斯加爾德 （826年—882年） | 勃艮第的安斯加爾德 （826年—882年） | 勃艮第的安斯加爾德 （826年—882年） | 勃艮第的安斯加爾德 （826年—882年） | 勃艮第的安斯加爾德 （826年—882年） | 勃艮第的安斯加爾德 （826年—882年） |                |                |                |                |  |  |
|                                                                                         |                                                                                         |                                                                                         |                                                                                         | 路易二世（846年—879年） 西法兰克国王（877年—879年在位）                                 | 路易二世（846年—879年） 西法兰克国王（877年—879年在位）                                 | 路易二世（846年—879年） 西法兰克国王（877年—879年在位） | 路易二世（846年—879年） 西法兰克国王（877年—879年在位） | 路易二世（846年—879年） 西法兰克国王（877年—879年在位） | 路易二世（846年—879年） 西法兰克国王（877年—879年在位） |                                    |                                    |                                    |                                    |  |  |                    |                    |                    |                    | 勃艮第的安斯加爾德 （826年—882年） | 勃艮第的安斯加爾德 （826年—882年） | 勃艮第的安斯加爾德 （826年—882年） | 勃艮第的安斯加爾德 （826年—882年） | 勃艮第的安斯加爾德 （826年—882年） | 勃艮第的安斯加爾德 （826年—882年） |                |                |                |                |  |  |
|                                                                                         |                                                                                         |                                                                                         |                                                                                         |                                                                                         |                                                                                         |                                                         |                                                         |                                                         |                                                         |                                    |                                    |                                    |                                    |  |  |                    |                    |                    |                    |                                    |                                    |                                    |                                    |                                    |                                    |                |                |                |                |  |  |
|                                                                                         |                                                                                         |                                                                                         |                                                                                         |                                                                                         |                                                                                         |                                                         |                                                         |                                                         |                                                         |                                    |                                    | 路易三世                           |                                    |  |  |                    |                    |                    |                    |                                    |                                    |                                    |                                    |                                    |                                    |                |                |                |                |  |  |